# Agrosport
Agrosport is een voetbalclub in Sao Tomé en Principe uit Monte Café in het district Mé-Zóchi. De club speelt in de eilandcompetitie van Sao Tomé, waarvan de kampioen deelneemt aan het voetbalkampioenschap van Sao Tomé en Principe, de eindronde om de landstitel.
Agrosport acteerde jarenlang voornamelijk op het tweede niveau, zowel in 2001 als in 2003 werd Agrosport vierde in zijn poule, in 2003 werd het bovendien in de eerste ronde van de beker uitgeschakeld door Marítimo Micoló na een 6–7 verlies. Toen het in 2004 op het hoogste niveau mocht uitkomen werd de club tweede. Dit was de beste prestatie van Agrosport ooit, nog nooit werd de club landskampioen, eilandkampioen of bekerwinnaar. Anno 2014 verkeerde de ploeg op het een jaar eerder ingevoerde derde competitieniveau.
Eerste niveau: FC Aliança Nacional · Bairros Unidos FC · UD Correia · Folha Fede · Juba Diogo Simão · FC Neves · Praia Cruz · UDRA · Vitória FC · Santana FC
Tweede niveau: Agrosport · Amador · Guadalupe · Inter Bom-Bom · Desportivo Marítimo · Kê Morabeza · Oque d'El Rei · Porto Alegre · Ribeira Peixe · Trindade FC
Derde niveau: Andorinha Sport Club · Boavista · Desportivo Conde · Cruz Vermelha · Diogo Vaz · Otótó · Santa Margarida · Sporting São Tomé · UDESCAI · Varzim FC
Voormalige clubs: 6 de Setembro · Bela Vista · Os Dinâmicos ·  Palmar